# 東北学院大学の人物一覧
東北学院大学の人物一覧（とうほくがくいんだいがくのじんぶついちらん）は、東北学院大学に関係する人物の一覧記事。

## 著名な教職員

### 学長
- 大西晴樹 - 学長兼院長。明治学院大学名誉教授

### 文学部
- 植松靖夫 - 英文学科教授
- 河西晃祐 - 歴史学科日本史分野教授
- 竹井英文 - 歴史学科日本史分野教授
- 辻秀人 - 歴史学科考古学分野教授
- 政岡伸洋 - 歴史学科民俗学分野教授
- 村野井仁 - 教育学科教授

### 経済学部
- 千葉昭彦 - 経済学科教授

### 経営学部
- 斎藤善之 - 経営学科教授
- 鈴木好和 - 経営学科教授

### 法学部
- 石垣茂光 - 法律学科教授
- 菊地雄介 - 法律学科教授

### 工学部
- 神永正博 - 情報基盤工学科教授
- 熊谷正朗 - 機械知能工学科教授

### 地域総合学部
- 柳井雅也 - 地域総合学科教授
- 目代邦康 - 地域総合学科准教授
- 小宮友根 - 政策デザイン学科准教授

## 元教職員

### 文学部
- 加藤幸治 - 歴史学科准教授（専攻分野は、民俗学。）
- 佐藤司郎 - 総合人文学科教授（専門分野は、カール・バルト / 組織神学。）
- 倉松功 - 名誉教授、元学長
- 佐々木哲夫 - 名誉教授、元学校法人東北学院院長（専門分野は、キリスト教学。/ 日本キリスト教団正教師）
- 森野善右衛門 - 名誉教授、神学者
- 大崎節郎 - 名誉教授、神学者
- 大石直正 - 名誉教授、日本史学者
- 西山良雄 - 名誉教授、英文学者
- 土戸清 - 名誉教授、聖書学者
- 熊谷公男 - 歴史学科教授（東北古代史や氏姓制度に詳しい。）

### 経済学部
- 高橋克己 - 経済学科教授（専門分野は、金融論、財政学、アメリカ金融史。）
- 細谷圭 - 経済学科准教授（専門分野は、マクロ経済学、公共経済学。）

### 教養学部
- 乙藤岳志 - 情報科学科教授
- 金菱清 - 地域構想学科准教授
- 佐々木桂二 - 人間科学科非常勤講師（専門分野は、体育学。）

### 工学部
- 佐藤利三郎 - 名誉教授、通信工学

## OB・OG（卒業生以外の在学経験者を含む）

### 政界
- 杉山元治郎 - 第38代衆議院副議長
- 郡和子 - 第18代仙台市長、元衆議院議員、元東北放送社員
- 中野正志 - 元参議院議員、元経済産業副大臣
- 土井亨 - 元衆議院議員、元国土交通副大臣
- 鎌田さゆり - 衆議院議員、元宮城県議会議員、元仙台市議会議員
- 庄子賢一 - 衆議院議員、元宮城県議会議員
- 真山祐一 - 福島県議会議員、元衆議院議員
- 佐々木謙次 - 古川市長
- 白岩孝夫 - 山形県南陽市長
- 菊地啓夫 - 岩沼市長
- 佐藤光樹 - 塩竈市長、元宮城県議会議員
- 山田周伸 - 亘理町長
- 馬場有 - 元福島県浪江町長
- 内田鉄夫 - 元松島町長

### 行政
- 宍戸信哉 - 住宅金融支援機構理事長

### 財界
- 阿部俊則 - 積水ハウス代表取締役会長、住宅生産団体連合会々長
- 坂井道郎 - 元マルハニチロホールディングス代表取締役副社長、元マルハニチロ食品社長
- 三井精一 - 仙台銀行相談役（元頭取、会長）、じもとホールディングス前会長
- 村上教行 - 元イオンモール代表取締役社長、イオン顧問
- 亀井文行 - カメイ株式会社代表取締役社長
- 佐々木知廣 - Jリーグベガルタ仙台代表取締役社長
- 小林郁見 -  ユアテック 代表取締役社長（2025年4月〜）

### 研究者・学者・教育者
- 佐々木隆生 - 政治経済学者、北海道大学名誉教授
- 高橋秀悦 - 経済学者、東北学院大学経済学部教授、日本地域学会会長
- 田山淳 - 心理学者、早稲田大学人間科学学術院教授
- 矢口以文 - アメリカ文学者、詩人、北星学園大学名誉教授
- 菅原良 -  教育工学者、明星大学明星教育センター特任教授
- 出村彰 - 神学者、東北学院大学名誉教授、元宮城学院理事長
- 相原芳市 - 元 宮城学院女子大学教授
- 高橋潔 - ろう教育者
- 森谷正志 - 牧師
- 林竹二 - ギリシア哲学者
- 杉村春三 - 社会福祉家
- 山川丙三郎 - イタリア文学者
- 畑井新喜司 - 動物学者[1]
- 岩村清四郎 - 牧師、大森めぐみ教会設立者
- 川合信水 - 教育者、宗教家
- 湯瀬裕昭 - 計算機科学者、静岡県立大学情報センターセンター長、経営情報学部教授、大学院経営情報イノベーション研究科教授
- 松坂暢浩 - キャリア教育学者、山形大学学術研究院（学士課程基盤教育機構）兼小白川キャンパスキャリアサポートセンター准教授
- 大森昭生 - アメリカ文学研究者、共愛学園前橋国際大学学長
- 酒井勝軍 - キリスト教伝道者

### 文学・文化
- 赤間清人 - ミュージカル俳優
- 石垣果蓮　モデル
- 井上浩輝 - 写真家
- 岩野泡鳴 - 小説家、詩人
- 大友裕子 - 歌手
- 押川春浪 - SF作家
- 小山歩 - 作家
- Koichiro kimura - デザイナー
- 佐藤茂 - 小説家
- 早坂照明 - 漫画家
- 近江谷太朗 - 俳優
- 辺見務 - 俳優
- ワッキー貝山 - ローカルタレント
- 大友康平 - ミュージシャン（HOUND DOG）、俳優
- 八島順一 - ミュージシャン（元HOUND DOG）
- 蓑輪単志 - ミュージシャン（元HOUND DOG）
- さとう宗幸 - 歌手、タレント
- 鈴木京香 - 女優
- 篠ひろ子 - 女優
- 山寺宏一 - 声優、俳優
- 田畑元 - 俳優
- 鈴木憲夫 - 作曲家
- 吉本昌弘 - 脚本家
- 上口龍生 - 手品師、和妻師
- 高橋みずほ - 歌人
- 新国誠一 - 詩人
- 若合春侑 - 小説家
- 犬山紙子 - エッセイスト、コラムニスト、タレント
- 佐々木寿人 - 雀士
- 山川徹 - ルポライター、ノンフィクション作家
- 佐藤秀国 - サウンドエディター
- 加藤満 - 俳優、声優
- シャベルカー - お笑いコンビ
- 渡辺勝彦 - ローカルタレント
- 佐藤純 - お笑い芸人
- 成澤秀麗 - 書道家
- 鍋島紀雄 - 日本画家
- 安部正義 - 讃美歌121番「馬槽のなかに」作曲者
- 高橋理紗 - 2014年ミス・ユニバース・ジャパン 日本ファイナリスト
- 行成薫 - 小説家
- 永野愛理 - 声優
- 猿渡英矢 - メイクアップアーティスト
- 金子英彦 - 声優
- CUZSICK - ラッパー
- 柚木亜里紗 - ローカルタレント、女優
- 斉藤文春 - 書家、現代美術家
- 森瞬太 - アイドルタレント、歌手
- 遠藤大斗 - アイドルタレント、歌手
- 伊藤聖将 - 声優
- 佐藤厚志 - 小説家（2023年 第168回 芥川龍之介賞 受賞）
- 鈴木紀進 - 俳優
- 新谷竜竹-彫刻家

### スポーツ
- 仁部智 - 元プロ野球選手（広島東洋カープ）
- 星孝典 - 元プロ野球選手（読売ジャイアンツ→埼玉西武ライオンズ）
- 岸孝之 - プロ野球選手（埼玉西武ライオンズ→東北楽天ゴールデンイーグルス）
- 伊藤祐介 - 元プロ野球選手（福岡ソフトバンクホークス）
- 本田圭佑 - プロ野球選手（埼玉西武ライオンズ→オリックス・バファローズ）
- 鈴木遼太郎 - プロ野球選手（北海道日本ハムファイターズ）
- 加藤真 - プロバスケットボール選手（富山グラウジーズ）
- 高橋憲一 - プロバスケットボール選手（秋田ノーザンハピネッツ）
- 松田大地 - プロバスケットボール選手（仙台89ers）
- 木村洋人 - プロバスケットボール選手（元仙台89ers / イカイレッドチンプス）
- 相澤優子 - バスケットボール選手（シャンソンVマジック）
- 阿部有希子 - バスケットボール選手（東京海上日動ビッグブルー）
- 相沢滋 - 社会人野球選手（七十七銀行）
- 高橋利信 - 社会人野球選手（七十七銀行）
- 奥山泰裕 - サッカー選手（ガイナーレ鳥取）
- 庄子春男 - 元プロサッカー選手、GM（ベガルタ仙台）
- 田端秀規 - 元プロサッカー選手、サッカー監督（ソニー仙台）、GM（横浜FC）
- 長田賢一 - 空手家
- 田村岳斗 - 元フィギュアスケート選手（日本大学に編入）
- 佐藤洋太 - プロボクサー（中退）
- 金沢由香 - 元フィギュアスケート選手
- 間橋健生 - 仙台89ERSゼネラルマネージャー
- 大野直志 - 元自転車競技選手、高等学校教員
- 加藤祐太 - ラグビー選手（セコムラガッツ）
- 阿部奈々美 - フィギュアスケートコーチ兼振付師
- 松戸思奈 - 元競泳選手、1992年バルセロナオリンピック日本代表
- 上田昇 - バイクレーサー（中退）
- 森俊博 - 空手家

### マスコミ
- 佐藤隆輔 - 元NHKアナウンサー
- 荒川強啓 - ラジオパーソナリティ、フリーアナウンサー
- 小川もこ - ラジオパーソナリティ
- 佐藤義和 - 元フジテレビプロデューサー、日本大学芸術学部放送学科非常勤講師
- 鈴木光裕 - 文化放送アナウンサー
- 荒井幸博 - ラジオパーソナリティ
- 阿部侑生 - 元フリーアナウンサー、ドリームフィールド代表
- 粟津ちひろ - 東北放送アナウンサー
- 飯野雅人 - 東北放送アナウンサー
- 大友寿郎 - 青森放送ラジオアナウンサー
- 北田牧子 - 秋田朝日放送アナウンサー
- 後藤健 - 東北放送報道部記者、元ニュースキャスター
- 佐藤智恵子 - フリーアナウンサー（元山形放送）
- 新海史子 - 新潟放送アナウンサー
- 須藤正大 - フリーアナウンサー
- 高橋裕二 - 岩手めんこいテレビアナウンサー
- 畑山綾乃 - 岩手朝日テレビアナウンサー
- 福井弘文 - 元東北放送アナウンサー、ラジオ制作部ディレクター
- 八代星子 - 秋田テレビアナウンサー
- 渡辺勝彦 - テレビパーソナリティー
- 斎藤恵理 - 気象予報士

## その他
- 井上達三 - 大日本帝国陸軍の軍人